# Cyberprzestrzeń
Cyberprzestrzeń (również wirtualny świat, ang. cyberspace, hybryda będąca skrótem od cybernetics space „przestrzeń cybernetyczna”) – iluzja świata rzeczywistego stworzona za pomocą metod teleinformatycznych. Ułatwia wymianę, gromadzenie i udostępnianie informacji za pośrednictwem komputerów oraz komunikację między człowiekiem i komputerem.
Do łączenia komputerów służy najczęściej Internet. Cyberprzestrzeń jest także określana jako nowego typu przestrzeń społeczna, w której spotykają się internauci.
Pojęcie początkowo używane było w powieściach twórcy cyberpunku Williama Gibsona na określenie rzeczywistości wirtualnych, w których znajdowali się jego bohaterowie.